# Linda Röske-Lund
Linda Röske-Lund (Stockholm, 3 juni 1836 – Kopenhagen, 6 juni 1895) was een Zweeds operazangeres.

## Achtergrond
Maximiliana Theodolinda Röske werd geboren binnen het gezin van militair Johan Henrik Röske en Anna M Nystedt. Ze huwde zelf in 1860 de Deense componist, dirigent en hoboïst Emilius Ferdinand Emanuel Lund (1830-1893). Hun dochter Emilia Eleonora Lund (geboren 1861) was enige tijd toneelspeelster.

## Muziek
Haar muzikale opleiding begon in 1852 aan het Koninklijk Theater in Stockholm, alwaar ze van 1856 tot 1862 zong. Daarna vertrok ze naar onder andere Berlijn. Aanstellingen kwamen in Szczecin (1863) en Doberan (1866). Ze was in Noorwegen al bekend als Agatha in Der Freischütz van Carl Maria von Weber. Ze stond daarin tegenover Fritz Arlberg. November 1874 stond ze samen met Arlberg in het Christiania Theater in Don Giovanni onder leiding van Johan Edvard Hennum. Even later zong ze in Il trovatore. Na een brand kon ze in Helsinki aan de slag. Haar zangcarrière bracht haar naar het Gewandhaus in Leipzig, de Hoftheaters van Schwerin en Berlijn, Amsterdam, Bremen, Stuttgart, Hamburg en Wroclaw.
Een enkel concert:
- 27 februari 1875: concert in de Vrijmetselaarsloge in Oslo
- 25 mei 1875: concert met onder andere Thorvald Lammers en Agathe Backer-Grøndahl, waarbij ze aria's uit Lucia di Lammermoor zong

- Gemeinsame Normdatei: 1170827675
- Virtual International Authority File: 4214154198318420230007